# Hongrie septentrionale
La Hongrie septentrionale est une des sept régions économico-statistiques définies par la nomenclature d'unités territoriales statistiques et regroupant trois comitats (département administratif hongrois) : Borsod-Abaúj-Zemplén, Heves et Nógrád.

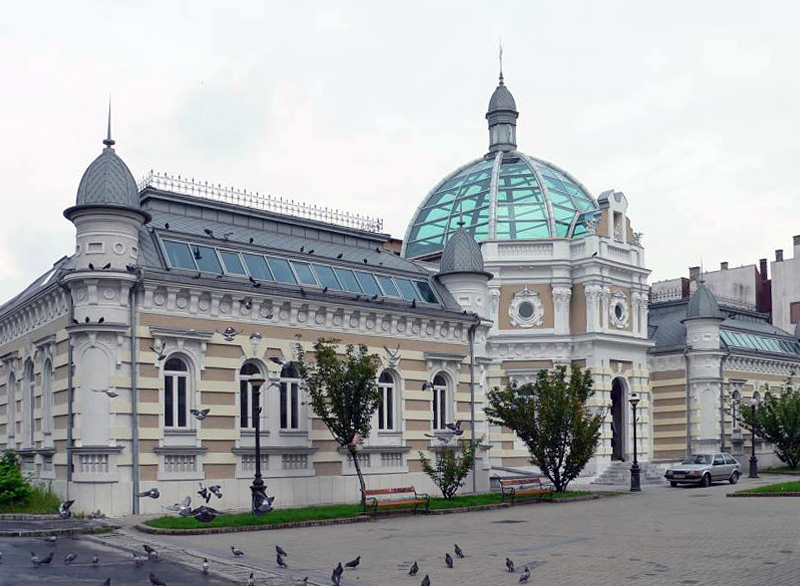
Place Elizabeth à Miskolc